# New York Field Club
New York Field Club was een Amerikaanse voetbalclub uit New York. De club werd opgericht in 1916 en opgeheven in 1923. De club speelde vijf seizoenen in de National Association Football League en drie in de American Soccer League. Hierin werd de club tweemaal tweede.
In 1932 werd de club opnieuw opgericht om deel te nemen in de American Soccer League. Na één seizoen werd de club weer opgeheven.

## Gewonnen prijzen
- National Association Football League
  - Runner up (1): 1921
- American Soccer League
  - Runner up (1): 1922